# Badiv
Badiv (ukrajinsky Бадів, rusínsky Бодов, maďarsky Badótanya) je obec v Baťovské vesnické komunitě v okrese Berehovo, v Zakarpatské oblasti Ukrajiny. Obec Badiv, která je samostatnou správní jednotkou, je součástí Rady obce Svoboda. Ves byla založena v roce 1927. V roce 2001 zde žilo 546 obyvatel.